# Epidesmia perfabricata
Espèce
Synonymes
- Panagra perfabricata Walker, 1861[1]

Epidesmia perfabricata est une espèce de lépidoptères (papillons) de la famille des Geometridae et qui se rencontre en Australie.